# Dirk Vorberg
Dirk Vorberg (* 5. Juli 1942 in Stettin; † 14. Januar 2021 in Münster) war ein deutscher Psychologe, der als Professor für Mathematische und Allgemeine Psychologie tätig war.

## Leben
Er studierte Psychologie an den Universitäten Marburg und Hamburg und promovierte 1970 an der Technischen Universität Darmstadt. Von 1970 bis 1983 war er an der Universität Konstanz tätig, zuerst als wissenschaftlicher Assistent, von 1975 an als Professor für Experimentelle und Mathematische Psychologie. 1983 folgte er einem Ruf an die Universität Marburg auf den Lehrstuhl für Allgemeine Psychologie; von 1990 bis 2007 war er an der Technischen Universität Braunschweig tätig. Von 2008 bis zu seinem Tod 2021 war er Gastprofessor an der Westfälischen Wilhelms-Universität Münster.
Als Post-Doc war Vorberg von 1972 bis 1973 an der New York University sowie der Rockefeller University. Als Gastwissenschaftler war er von 1979 bis 1980 an den Bell Laboratories in New Jersey, von 1988 bis 1989 am Max-Planck-Institut für Psycholinguistik, 1997 an der Universität Potsdam und von 2000 bis 2001 der Universität Maastricht tätig.
Vorberg befasste sich mit visueller Aufmerksamkeit, subliminaler (‚unterschwelliger‘) visueller Wahrnehmung, exekutiver Kontrolle, numerischer Kognition und der mathematischen Modellierung der jeweils zu Grunde liegenden kognitiven Prozesse. Weitere seiner Forschungsschwerpunkte waren Wahrnehmung und Produktion von Rhythmus und die Synchronisation in musikalischen Ensembles.
In seiner Forschung kombinierte Vorberg experimentelles Vorgehen mit mathematischer Modellierung der Verhaltensdaten, wie z. B. in der Studie mit Levelt et al. zum lexikalen Zugriff bei der Sprachproduktion und seinen Untersuchungen (mit Mattler, Heinecke, Schmidt und Schwarzbach) zum Einfluss subliminaler (‚unterschwelliger‘) visueller Reize auf nachfolgende Handlungen, die zeigten, dass die Wahrnehmbarkeit solcher Reize für ihre Wirkung auf die Reaktionsschnelligkeit irrelevant ist.